# Bopyrinella albida
Bopyrinella albida is een pissebed uit de familie Bopyridae. De wetenschappelijke naam van de soort is voor het eerst geldig gepubliceerd in 1958 door Sueo M. Shiino.